# 須田立雄

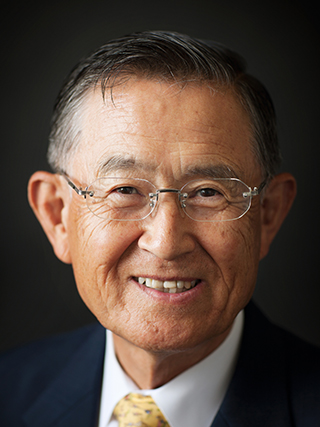
日本学士院より公表された肖像

須田 立雄（すだ たつお、1935年 - ）は、日本の医学者、歯学者。昭和大学名誉教授、埼玉医科大学客員教授、日本学士院会員。博士（歯学）（東京医科歯科大学）。ビタミンD代謝やその骨代謝制御における役割等で多くの業績を挙げた。

## 経歴
東京都生まれ。1960年東京医科歯科大学卒業、1964年同大学院博士課程修了。1968年からウィスコンシン大学に留学し、1971年に帰国し、東京医科歯科大学助教授に就任。1977年より昭和大学歯学部教授。1998年紫綬褒章受章。2000年に昭和大学を退官し、埼玉医科大学に赴任。同年朝日賞、2001年日本学士院賞受賞。2007年より日本学士院会員。2010年11月瑞宝重光章受章。2021年文化功労者。